# Ботанический сад Вроцлавского университета
Ботанический сад Вроцлавского университета (пол.  Ogród Botaniczny Uniwersytetu Wroclawskiego) — ботанический сад в городе Вроцлав (Польша).
Ботанический сад был основан в 1811 году, что делает его самым старым ботаническим садом в Польше после Ботанического сада Ягеллонского университета в Кракове. Ботанический сад университета Вроцлава расположен с северной стороны собора Святого Иоанна Крестителя и церкви Святого Креста, а также частично на острове Тумском, на расстоянии около 2 км от Вроцлавского рынка. Открыт с 1 апреля по 31 октября.

## История
Изначально сад занимал около 5 га, и первыми его директорами в 1811—1816 гг. были его основатели — профессор таксономии, анатомии и физиологии растений Иоганн Линк и профессор естественной истории и земледелия Ф. Хейде. С 1816 по 1830 директором был Лудольф Тревиранус. Его преемником в 1830—1852 гг. был систематик растений Нес фон Эзенбек, который был отстранён от должности по политическим причинам в связи с его деятельностью во время революций 1848—1849 годов. В 1852—1883 годах, в бытность директором Иоганна Генриха Гёпперта, сад был расширен.
После Гёпперта ботанический сад возглавляли последовательно Адольф Энглер (до 1889), Карл Прантль (до 1893), Фердинанд Пакс (до 1926), Питер Старк (пол. Peter Stark, до 1928), Иоганнес Будерec (пол. Johannes Buderus, до 1945). Последний в 1933 году расширил границы сада на 1 га.
В 1945 году во время осады крепости Бреслау в ходе Второй мировой войны была полностью уничтожена коллекция садовых растений и половина всех растений ботанического сада. В саду немцы разместили зенитные позиции и построили многочисленные хранилища боеприпасов. Даже в 50-е годы, во время тщательной очистки садового пруда, на дне нашли внушительный арсенал.
В течение первых трёх лет после войны во главе разрушенного ботанического сада стоял профессор ботаники Станислав Кульчинский, первый ректор Вроцлавского университета. В 1948 году было принято решение о восстановлении сада, и эту задачу доверили профессору Генрику Тележинскому и Стефану Макку. В 1950-е ботанический сад был открыт только по воскресеньям и праздникам. В 1957—1972 годы садом руководила доктор (позже профессор) Зофья Гуминьская (пол. Zofia Gumińska). В 1958 году сапёры очистили пруд и построили над ним арочный деревянный мост, который по сей день остаётся одним из символов сада. С этого года сад открыт для публики каждый день недели.
В 1960 году к саду был присоединён ещё один гектар земли, со стороны улицы Швентокжисской (пол. ul. Świętokrzyskiej), на котором в 1967 году был построен специальный бассейн для водных растений. С 1972 по 1980 год во главе сада была профессор Кристина Кукульчанка (пол. Krystyna Kukułczanka). В 1974 году ботанический сад был включён в реестр памятников Вроцлавского воеводства (с 1994 года, наряду с историческим центром Вроцлава, считается исторической достопримечательностью). С 1981 года садом руководит профессор Томаш Новак (пол. Tomasz J. Nowak).

## Основные факты
В настоящее время сад занимает площадь 7,4 га (0,33 га занимают оранжереи), здесь растёт около 7,5 тысяч видов растений (с учётом разных сортов — 11,5 тысяч).
В дендрарии саду растут: таксодиум двурядный, секвойядендрон, секвойя, кедр, криптомерия, кунингамия ланцетовидная, лиственница польская, Cupressocyparis leylandii, Sciadopitys verticillata.
В саду растёт 27 деревьев, которые считаются памятниками природы, среди них: дубы, тисы, гинкго, буки и платаны.
В альпинарии можно увидеть построенный в 1856 году геологический разрез Валбжихских угольных месторождений, а также окаменелые следы вымерших растений, окаменелые стволы деревьев.
С 1988 года филиалом ботанического сада является дендрарий в Войславице (вблизи Немча), площадь которого составляет 62 га и который славится большой коллекцией рододендронов и редких хвойных.